# Masae Suzuki
Masae Suzuki (鈴木 政江, Suzuki Masae, nascida em 21 de janeiro de 1957) é uma ex-futebolista japonesa que atuava como goleira. Ela era um membro da equipe nacional japonesa e disputou a Copa do Mundo de 1991.